# Kafes

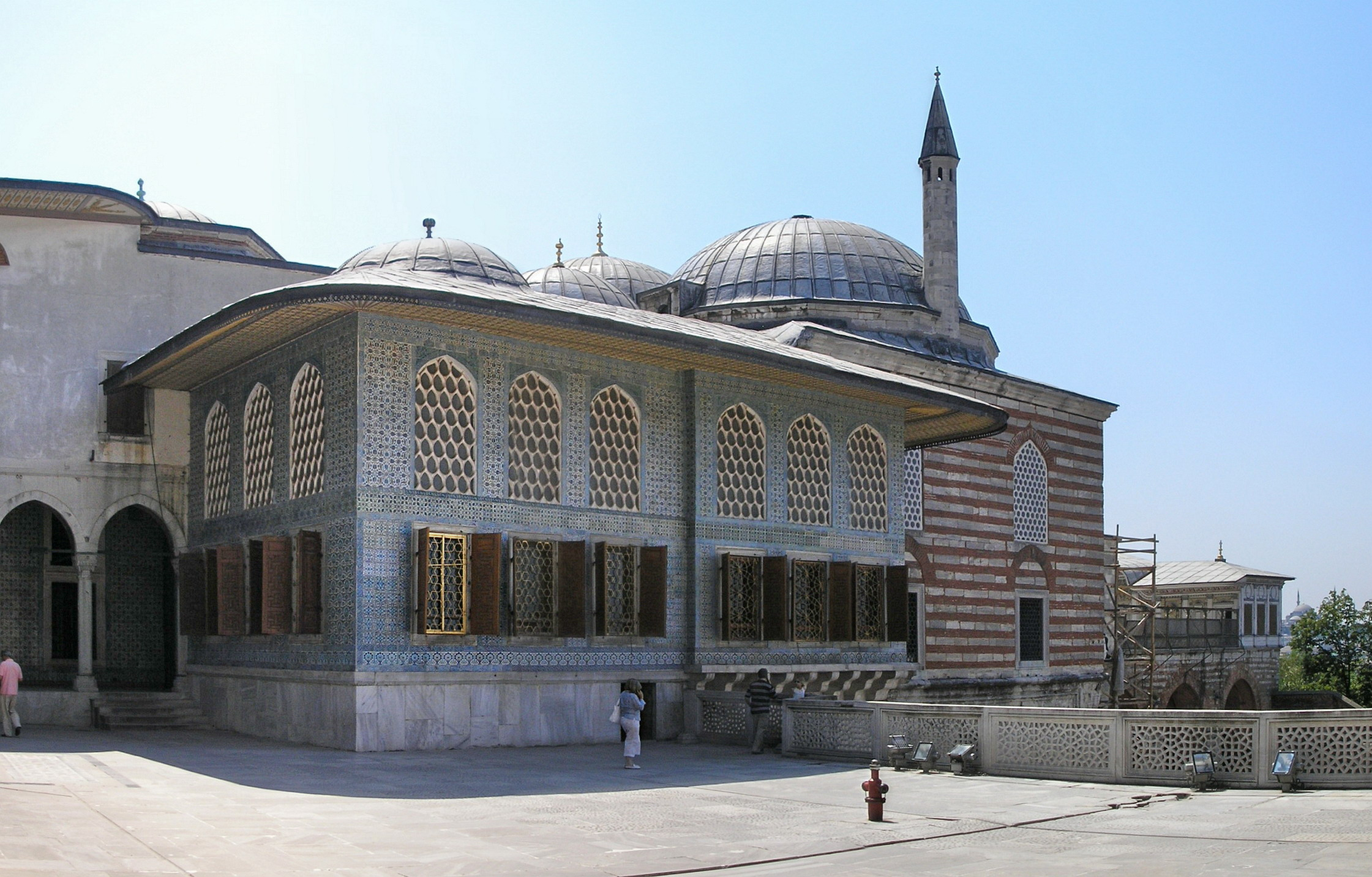
Kafes, hay còn gọi là Phòng Trữ quân

Kafes (tiếng Thổ Nhĩ Kỳ Ottoman: قفس), nghĩa là "cái lồng", là một phần trong Hậu cung của Đế quốc Ottoman, nơi mà những hoàng tử hoặc hoàng thân có khả năng kế vị ngai vàng bị quản thúc dưới sự giám sát của các lính canh.

## Lịch sử thiết lập

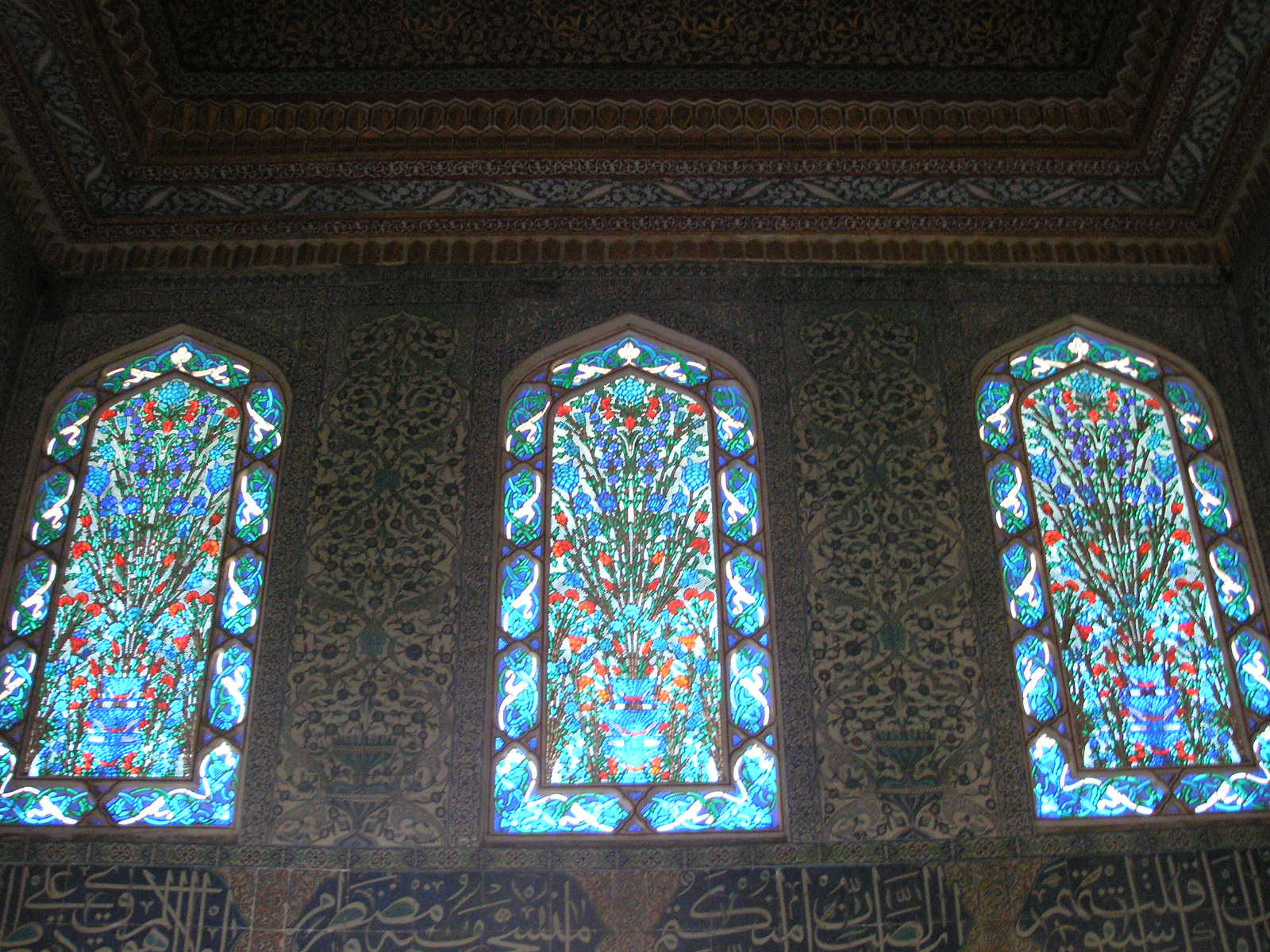
Cửa số kính màu xanh ngọc

Việc tranh giành ngai vàng là một điều thường thấy trong chế độ quân chủ chuyên chế thời kỳ trước đây. Dưới thời Ottoman, ngay khi Sultan Murad III lên ngôi, ông đã cho giết những người em trai nhằm loại trừ những mối đe dọa đến ngai vàng của mình; tương tự, con trai ông là Sultan Mehmed III cũng đã cho thắt cổ toàn bộ 19 người em trai để tránh tình cảnh đổ máu trong hoàng gia.
Sau khi Mehmed III băng hà, con trai ông là Ahmed I đăng cơ vào năm 1603. Không như cha và ông nội, Ahmed I lại không ban chết cho người em khác mẹ duy nhất còn sống của mình là Mustafa I (về sau cũng làm vua). Xét tình hình khi đó, Ahmed chưa có con, do đó nếu Mustafa chết đi và chẳng may Ahmed chết trước khi có con trai nối dõi thì dòng họ Ottoman này sẽ bị diệt vong. Vì lẽ đó, Mustafa được bảo toàn tính mạng, tuy nhiên ông lại bị giam lỏng ở hậu cung trong Cung điện Topkapı.
Trước thời Murad III, khi vua cha còn sống, các hoàng tử sẽ chiếm lĩnh các vị trí gần kinh đô hòng giành lấy sự ủng hộ từ triều đình và lực lượng Janissary. Nhưng kể từ thời Ahmed I thì việc chiếm lĩnh này hoàn toàn chấm dứt. Một quy luật mới được đặt ra, khi bước qua tuổi thứ 7, tất cả các hoàng tử sẽ phải chuyển đến sống ở một cung cấm gọi là Kafes. Các hoàng tử được an toàn, nhưng cái giá phải trả chính là sự tự do.

## Kiến trúc

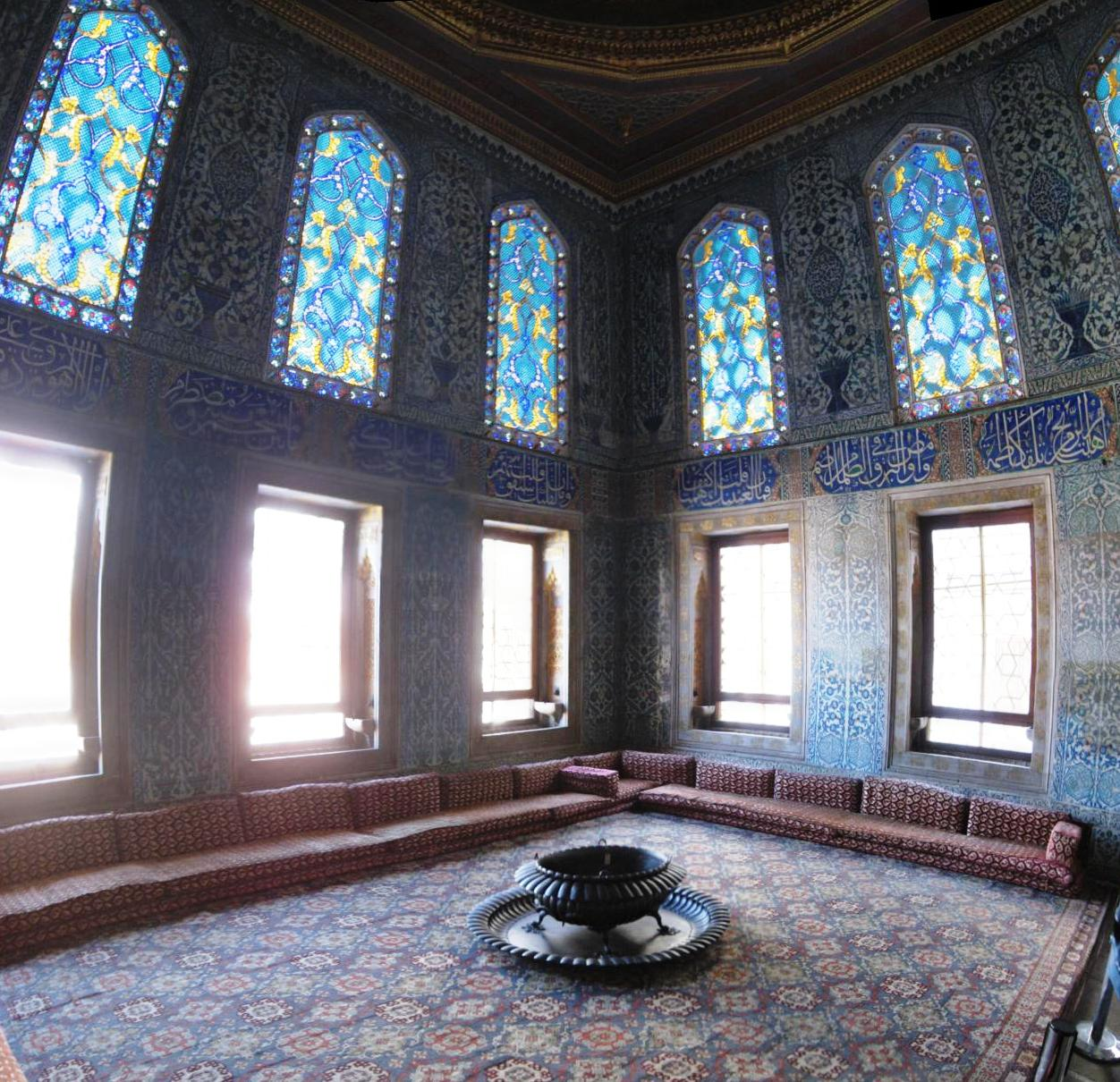
Trường kỷ lót thảm với những ghế nệm dài, giữa là đài phun nước

Khu vực Kafes, còn được gọi là Veliaht Dairesi ("Phòng Trữ quân") hoặc Şimşirlik ("Nơi của Hoàng dương") vì nằm gần một vườn cây hoàng dương, ngày nay được biết đến với tên gọi là Çifte Köşkü ("Cung điện Đôi") do nó là một dãy phòng gồm hai phòng vuông vắn.
Theo phỏng đoán, Kafes được xây cất dưới thời Mehmed III (1595–1603), cho đến thế kỷ 19, căn phòng phía đông mới được tách đôi theo chiều ngang để làm phòng thứ hai. Tuy nhiên, căn phòng phía đông có mái vòm, còn phòng phía tây thì lại là trần phẳng. Bên ngoài mái vòm được phủ một lớp chì giống như tất cả các mái vòm khác trong cung điện, phía dưới phần mái nhô ra có một tấm vải lanh được đính chặt bằng keo và đinh. Bề mặt này được dát vàng, trên đó được trang trí các loài hoa tulip, cẩm chướng, thủy tiên, cánh chim cách điệu, và lá atisô với các màu vàng, xanh lục và đỏ thắm, cũng như nhiều màu khác. Các phòng được lát gạch với biểu tượng của hoàng đàn, lan dạ hương, tulip và hoa hồng, điểm thêm các chùm nho. Tất cả được sơn màu xanh lục, xanh lam, đỏ nâu và trắng. Các cửa sổ hàng trên được lót kính màu xanh ngọc lam, còn song cửa sổ hàng dưới có hình lục giác xếp thành ngôi sao 6 cánh.
Bên trong các phòng vẫn còn một trường kỷ được trải thảm thêu hoa văn, xung quanh là những chiếc gối và nệm ngồi bọc nhung đỏ thẫm, và một đài phun nước nhỏ đặt chính giữa.

## Cuộc sống trong Kafes

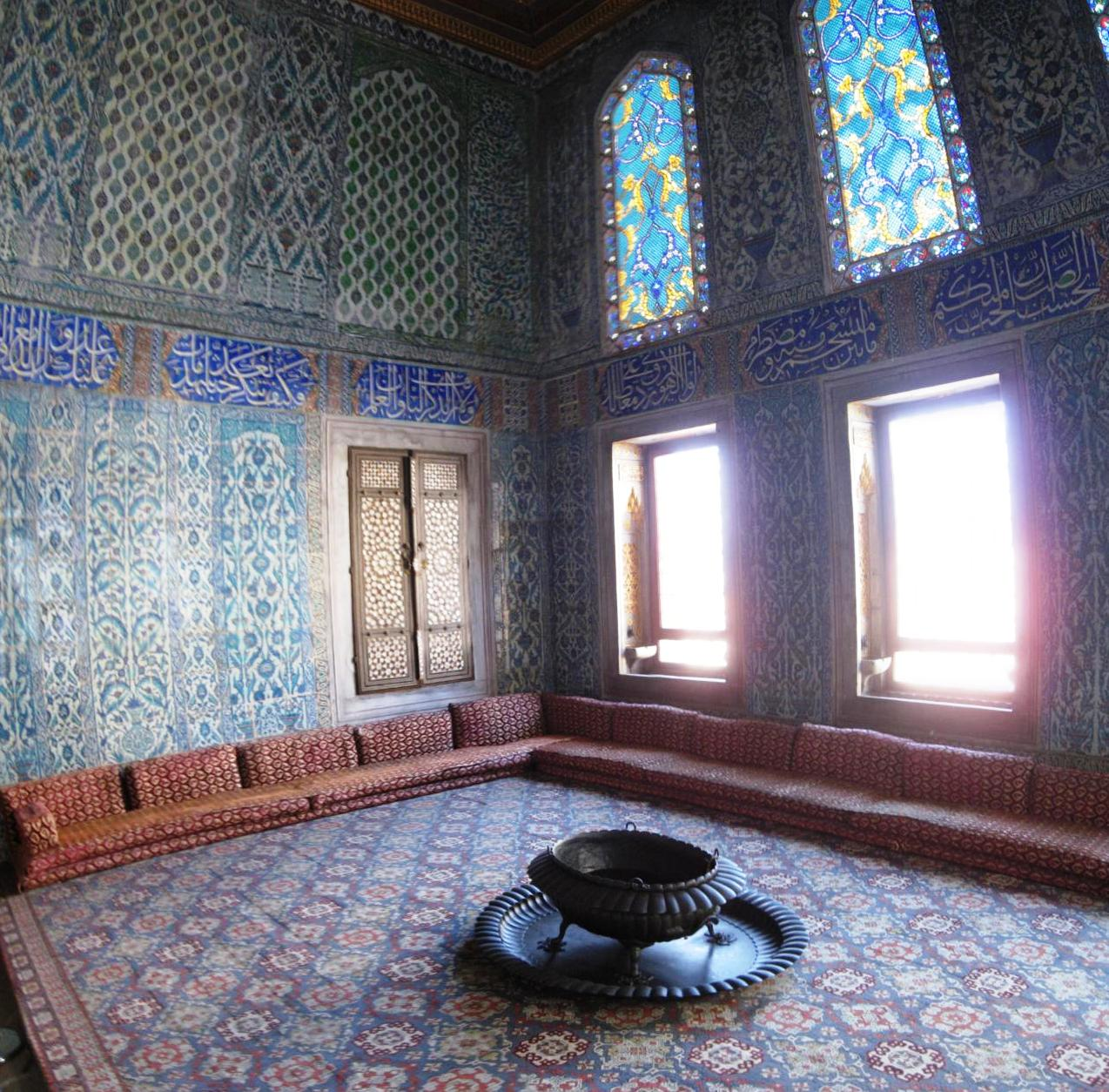
Cánh cửa khóa lại ở giữa ảnh là lò đốt lửa sưởi ấm

Hầu hết các hoàng tử bị giam giữ trong Kafes đều sống ở đó cho đến cuối đời, và họ không được phép kết hôn và có con. Lối vào kafes được canh gác suốt cả ngày, nhưng các hoàng tử vẫn được hưởng một số quyền tự do nhất định, như được tiếp cận với gia sư để trau dồi các kỹ năng, và mặc dù không được có con, họ vẫn được quyền có các tỳ thiếp hầu hạ.
Một số ít hoàng tử vẫn có cơ hội thoát khỏi Kafes và lên ngôi vua. Tuy nhiên, nhiều năm bị cô lập khiến nhiều vị vua trở nên mắc bệnh tâm thần khiến họ gần như không thể thực hiện nhiệm vụ trị vì của một quốc vương. Không những vậy, khả năng sinh sản của các vị vua bước ra từ Kafes trở nên yếu kém, hoặc là sinh ra những đứa trẻ chết yểu, hoặc là bị liệt dương không thể có con (như hai anh em Sultan Mahmud I và Osman III).
Điển hình như chính Mustafa I, việc giam cầm khiến căn bệnh loạn thần của nhà vua ngày càng trầm trọng. Sultan Ibrahim I, con trai út của Ahmed I, từ nhỏ đã ám ảnh việc anh cả là Sultan Osman II bị sát hại, người chú Mustafa I hai lần bị phế rồi bị giết, rồi người anh thứ Murad IV hung bạo cai trị đất nước hà khắc đầy máu me. Murad IV cũng đã lệnh xử tử 3 người em khác khi có tin đồn họ âm mưu phản nghịch. Lúc này, hậu cung chỉ còn mỗi Ibrahim I là hoàng nam duy nhất còn sống sót (do lúc này Murad chưa có con trai). Ibrahim luôn sống trong sự nơm nớp lo sợ rằng mình sẽ phải chịu cảnh tương tự như những người anh bất hạnh. Điều này khiến vị hoàng tử trẻ ngày càng suy nhược hơn về tinh thần lẫn thể chất. Khi Murad IV qua đời, và toàn bộ con trai của ông đều chết yểu, Ibrahim I là người hợp pháp kế vị vua anh. Kể từ khi lên ngôi, Ibrahim trở nên điên dại, ngày càng suy yếu bởi chứng đau đầu kinh niên, ông bỏ mặt chính sự và đắm chìm hưởng lạc cùng bầy phi tần, để rồi mẹ ông là Thái hậu Kösem Sultan phải đồng ý phế truất và hành quyết ông sau 8 năm trị vì.
Vị Sultan cuối cùng của Ottoman, Mehmed VI, đã dành gần như toàn bộ quãng đời của mình trong kafes trước khi lên ngôi (khoảng 57 năm), trải qua 4 đời vua là Abdülaziz (chú) và 3 người anh (Murad V, Abdul Hamid II, Mehmed V). Đây là lần giam giữ lâu nhất và cũng là cuối cùng của một vị Sultan.